# Décès en 1125
Décès
- 1121
- 1122
- 1123
- 1124
- 1125
- 1126
- 1127
- 1128
- 1129

Cette page dresse une liste de personnalités mortes au cours de l'année 1125 :
- 24 janvier : David IV de Géorgie, roi des Abkhazes, des Kartvels, des Rans, des Kakhs et des Arméniens.
- 12 avril : Vladislav Ier de Bohême, duc de Bohême.
- 19 mai : Vladimir II Monomaque.
- 23 mai : Henri V, empereur romain germanique à Utrecht.
- 27 septembre : Richenza de Berg, duchesse de Bohême.
- 21 octobre : Cosmas de Prague, ecclésiastique de Bohême, écrivain, historien et chroniqueur.

- Anastasio, cardinal italien.
- Foulques de Guines,  comte de Guines et seigneur de Beyrouth.
- Guillaume II de Bourgogne, comte de Bourgogne, de Mâcon et de Vienne.
- Ibn al-Khashshâb, qâdî de la ville d’Alep.
- Rugger, évêque de Wurtzbourg.
- Theophilus Presbyter, moine allemand.
- Vladimir II Monomaque, Grand-prince du Rus' de Kiev de la dynastie des Riourikides.
- Zourab de Géorgie, prince géorgien.

date incertaine (vers 1125)
- Guibert de Nogent, écrivain, théologien et historien français.
- Ragnvald de Suède, roi de Suède.

## Crédit d'auteurs
- Cet article est partiellement ou en totalité issu de l'article intitulé « 1125 » (voir la liste des auteurs).